# 发电车

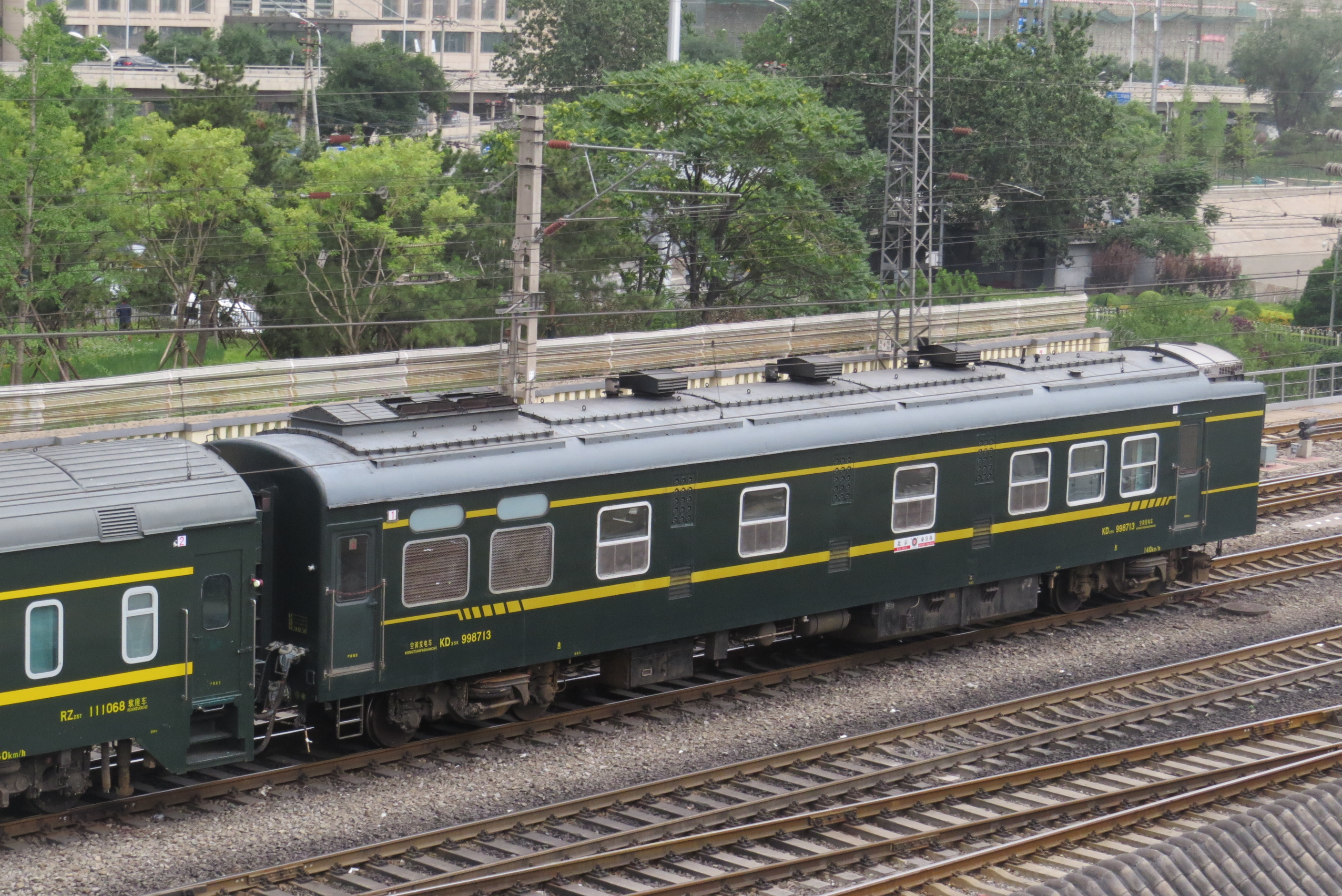
KD_{25K}型AC380V空调发电车

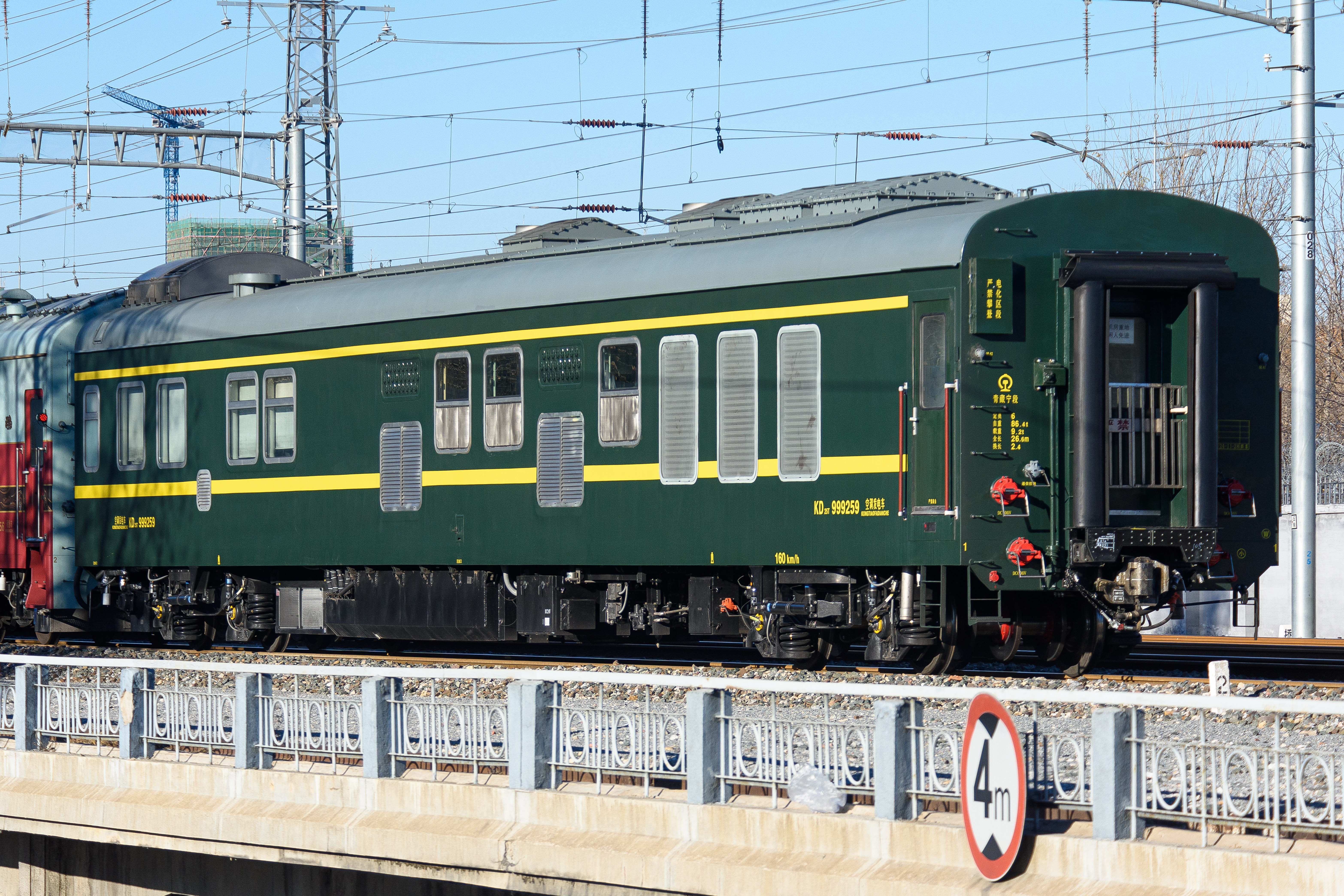
中国铁路青藏集团配属的KD_{25T}型DC600V空调发电车，一般用于青藏铁路格尔木-拉萨段，拍摄时借调予“丝路梦享号”旅游列车，以便用于非电气化区段运行时向供电制式为DC600V的列车供电

发电车（英語：Head-end power car），又稱電源車，是在铁路系统中一种用来向旅客列车（一般是集中供电式空调列车）提供电力的车辆，其内部装有发电机组，并设有电力连接线与客车联挂，为列车的空调系统、电茶炉、照明设备等供电。電源車亦可指電聯車編組中帶有集電弓的車廂。

## 运用概述
早期在鐵路運輸中，旅客列车主要依靠客车自带的车轴发电机供电，而车轴发电机供给的电力一般仅用于照明。铁路客车开始配备空氣調節设备后，列车供电的方式也随之增加，一些客车开始加装柴油发电机组，供空调设备使用，还有一些客车则采取集中供电方式，包括机车供电和发电车供电。发电车集中供电主要运用于列车在非电化区段运行或是机车与客车的供电制式不相符（一般是机车DC600V供电，客车AC380V供电）的情况。
每辆发电车一般装有2-3台柴油发电机组，以及冷却系统、燃油系统、机油系统、进排气系统等附属系统。一般来说，发电车的发电机采用三相四线制，两路供电，输出电压AC400V/230V的交流电，但也有一些发电车采用DC600V/AC380V兼容供电制式。
在電聯車中，電源車本身不具有發電機，而是透過集電設備直接將電力導入列車，其電力除供應照明等設備外，也會提供給動力車使用。